# Mali na Letnich Igrzyskach Olimpijskich 2020
Mali na Letnich Igrzyskach Olimpijskich 2020 – występ kadry sportowców reprezentujących Mali na igrzyskach olimpijskich, które odbyły się w Tokio w Japonii, w dniach 23 lipca - 8 sierpnia 2021 roku.
Reprezentacja Mali liczyła czworo zawodników - trzech mężczyzn i jedną kobietę, którzy wystąpili w 3 dyscyplinach.
Był to czternasty start tego kraju na letnich igrzyskach olimpijskich.

## Reprezentanci

### Lekkoatletyka
Mężczyźni
| Zawodnik     | Konkurencja   | I runda | I runda | Półfinał | Półfinał | Finał | Finał   |
| Zawodnik     | Konkurencja   | Czas    | Miejsce | Czas     | Miejsce  | Czas  | Miejsce |
| ------------ | ------------- | ------- | ------- | -------- | -------- | ----- | ------- |
| Fodé Sissoko | Bieg na 200 m | 21,00   | 36.     | NQ       | NQ       | NQ    | NQ      |

Kobiety
| Zawodniczka    | Konkurencja   | Eliminacje | Eliminacje | I runda | I runda | Półfinał | Półfinał | Finał | Finał   |
| Zawodniczka    | Konkurencja   | Czas       | Miejsce    | Czas    | Miejsce | Czas     | Miejsce  | Czas  | Miejsce |
| -------------- | ------------- | ---------- | ---------- | ------- | ------- | -------- | -------- | ----- | ------- |
| Djenebou Dante | Bieg na 100 m | 12,12      | 11.        | NQ      | NQ      | NQ       | NQ       | NQ    | NQ      |

### Pływanie
| Zawodnik        | Konkurencja                   | Eliminacje | Eliminacje | Półfinał | Półfinał | Finał | Finał   |
| Zawodnik        | Konkurencja                   | Czas       | Miejsce    | Czas     | Miejsce  | Czas  | Miejsce |
| --------------- | ----------------------------- | ---------- | ---------- | -------- | -------- | ----- | ------- |
| Sebastien Kouma | 100 m st. klasycznym mężczyzn | 1:02,84    | 44.        | NQ       | NQ       | NQ    | NQ      |

### Taekwondo
| Zawodnik      | Konkurencja       | Kwalifikacje     | 1/8              | Ćwierćfinał      | Półfinał         | Repasaż I        | Repasaż II       | Finał/BM         | Finał/BM |
| Zawodnik      | Konkurencja       | Przeciwnik Wynik | Przeciwnik Wynik | Przeciwnik Wynik | Przeciwnik Wynik | Przeciwnik Wynik | Przeciwnik Wynik | Przeciwnik Wynik | Miejsce  |
| ------------- | ----------------- | ---------------- | ---------------- | ---------------- | ---------------- | ---------------- | ---------------- | ---------------- | -------- |
| Seydou Fofana | do 68 kg mężczyzn | Rashitov P 17–38 | NQ               | NQ               | NQ               | Lee P 9–11       | NQ               | NQ               | NQ       |